# Rudolf Saar (Verbandsfunktionär)
Rudolf Saar (* 26. Jänner 1896 in Wien; † 29. August 1986) war ein österreichischer Sängerfunktionär.

## Leben
Saar kam als Sohn eines Fuhrwerkunternehmers zur Welt. Im Alter von 18 Jahren wurde er Mitglied des Ottakringer Liederkranzes, dessen Vorsitz er 1924 übernahm. 1948 trat er dem Wiener Männer-Gesangverein bei. Bei Gründung des Österreichischen Sängerbundes 1949 wurde er zunächst Vizepräsident. 1955 übernahm er von Theodor Bernhard das Amt des Präsidenten. Nach seinem Rücktritt wurde er zum Ehrenpräsidenten ernannt.

## Ehrungen
- Verdienstorden der Bundesrepublik Deutschland, Verdienstkreuz 1. Klasse (6. Dezember 1957)[3]
- Ehrenmedaille der Bundeshauptstadt Wien in Silber (16. November 1966)